# Seenotrettungsstation Baltrum
Die Seenotrettungsstation Baltrum ist ein Stützpunkt der Deutschen Gesellschaft zur Rettung Schiffbrüchiger (DGzRS). Bei einem Seenotfall besetzen die freiwilligen Seenotretter der Nordseeinsel Baltrum kurzfristig das Seenotrettungsboot (SRB), das im Fährhafen an der Südwestseite der Insel an einem Anlieger bereit liegt. Im Regelfall erfolgt die Alarmierung durch die Zentrale der DGzRS in Bremen, wo die Seenotleitung Bremen (MRCC Bremen) ständig alle Alarmierungswege für die Seenotrettung überwacht.

## Einsatzgebiet und Zusammenarbeit
Die Seenotretter sichern die Schifffahrt im Wattenmeer mit den teilweise sehr flachen und stark tideabhängigen Fahrrinnen für die regelmäßig verkehrenden Inselfähren nach Neßmersiel, die Ausflugsschiffe und Fischkutter. Die beiden Seegatten Wichter Ee (westlich) und Accumer Ee (östlich) weisen gefährliche Untiefen mit widrigen Strömungsverhältnissen auf. Befahrbar ist nur das Gatt zwischen Baltrum und Langeoog. Durch Grundberührungen kommen immer wieder Schiffe im Watt fest und müssen freigeschleppt werden. Neben den Sommereinsätzen für private Segel- und Motorboote müssen auch immer wieder leichtsinnige Wattwanderer vor der aufkommenden Flut gerettet werden.
Bei größeren Rettungsaktionen erfolgt die Zusammenarbeit mit den Booten der Nachbarstationen:
- Kreuzer der Seenotrettungsstation Norderney
- Boot der Seenotrettungsstation Langeoog
- Boot der Seenotrettungsstation Norddeich
- Boot der Seenotrettungsstation Neuharlingersiel

## Aktuelle Rettungseinheit
Für die freiwilligen Seenotretter von Baltrum liegt seit 2004 die ELLI HOFFMANN-RÖSER am Anleger im Fährhafen vor dem 2002 neu errichteten Stationsgebäude. Das neue SRB 60 der 3. Generation mit vollständig geschlossenem Steuerhaus war von der Lürssen-Werft gebaut worden. Es ist ein weiterentwickeltes Boot der ursprünglichen 9,5-Meter-Klasse, das durch eine 60 Zentimeter größere Länge mehr Platz in der Plicht zum Lagern und für das Abbergen von Personen per Hubschrauber besitzt.
Eine Bergungspforte in Wasserspiegelhöhe erleichtert die Aufnahme von im Wasser treibende Menschen. Zur Versorgung von Verunglückten ist eine umfangreiche medizinische Notfallausrüstung an Bord, die auch einen Defibrillator und ein Beatmungsgerät enthält. Das geschlossene Steuerhaus bietet genügend Platz zur Versorgung und Unterbringung von Geretteten unter Deck sowie dem Schutz der Besatzung und der eingebauten Technik vor Wind und Wellen.
Wie alle Boote der DGzRS sind auch die kleineren Seenotrettungsboote als Selbstaufrichter konstruiert und vollständig aus seewasserbeständigem Aluminium im bewährten Netzspantensystem aufgebaut. Dadurch können Rettungseinsätze bei jedem Wetter und unter allen Seegangsbedingungen ausgeführt werden. Durch den geringen Tiefgang von 0,96 Meter sind die Boote ideal geeignet für die Flachwassereinsätze im Wattenmeer. Der Motor mit 235 kW (320 PS) Leistung in Verbindung mit dem Schleppsystem von 1,5 Tonnen Nenntragfähigkeit befähigt sie auch zum Ab- bzw. Freischleppen von größeren Schiffen. Als maximale Geschwindigkeit erreicht das SRB 18 Knoten. Das Boot konnte dank einer großzügigen Schenkung gebaut werden. Auf Wunsch des Spenders Kurt Hoffmann aus Berlin trägt es den Namen seiner Frau.

## Geschichte

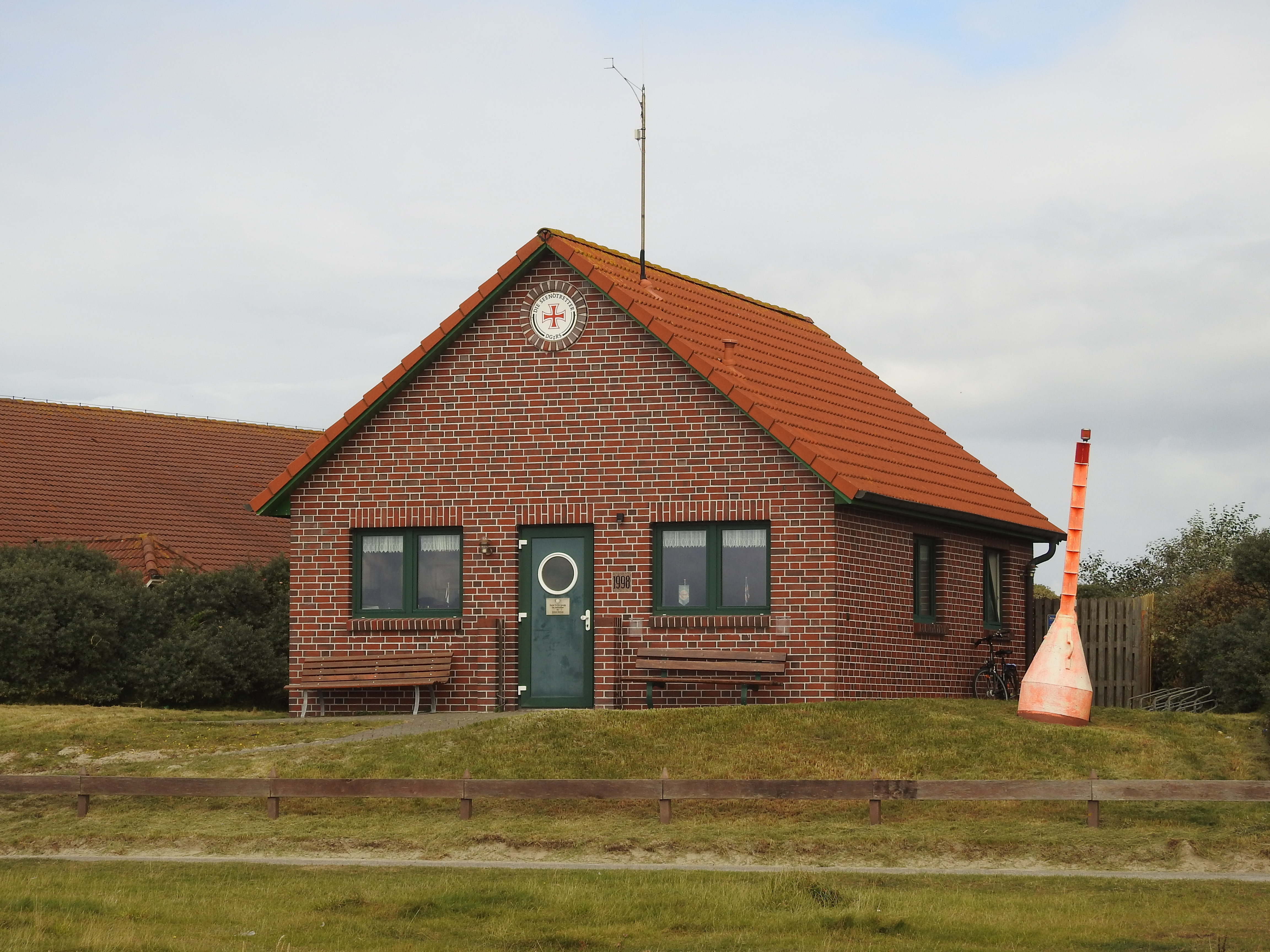
Stationsgebäude

Der Emder Verein zur Rettung Schiffbrüchiger in Ostfriesland hatte schon 1862 eine erste Station auf Baltrum eingerichtet und mit einem Ruderrettungsboot ausgerüstet. Nachdem die Station 1868 durch die DGzRS übernommen worden war, erhielt sie bis zur vorübergehenden Auflösung 1949 regelmäßig neue Rettungsboote. Mit der Stationierung der sieben Meter langen TAMINA nahm die DGzRS 1972 die Station wieder in Betrieb. Das kleine Boot blieb 22 Jahre lang im Einsatz und wurde 1994 durch das SRB BALTRUM, einem Seenotrettungsboot der 2. Generation, abgelöst. Die Boote dieser Klasse weisen noch einen halboffenen Steuerstand auf. 10 Jahre später verlegte die DGzRS die BALTRUM nach Horumersiel.
Für die Freiwilligen der Insel baute die DGzRS 1999 am Hafen ein neues Stationsgebäude.

## Historie der motorisierten Rettungseinheiten
| Stationierung von Seenotrettungsbooten |                     |          |                   |                            |         |                |                                                |
| Zeitraum                               | Schiffsname         | Reg.-Nr. | Länge oder Klasse | Anz. Motoren ges. Leistung | Geschw. | vorige Station | Verbleib                                       |
| 1972 → 1994                            | TAMINA              | KRST 20  | 7-m-Klasse (1971) | 1 → 54 PS                  | 10,0 kn | von Langeoog   | 1994 → 2001 Büsum 2001 → Privatbesitz          |
| 1994 → 2004                            | BALTRUM             | SRB 44   | 8,5-m-Klasse      | 1 → 220 PS                 | 18,0 kn | Neubau         | 2005 → 2019 Horumersiel 2019 → DSRS Juelsminde |
| seit 2004                              | ELLI HOFFMANN-RÖSER | SRB 60   | 10,1-m-Klasse     | 1 → 380 PS                 | 18,0 kn | Neubau         | auf Station                                    |

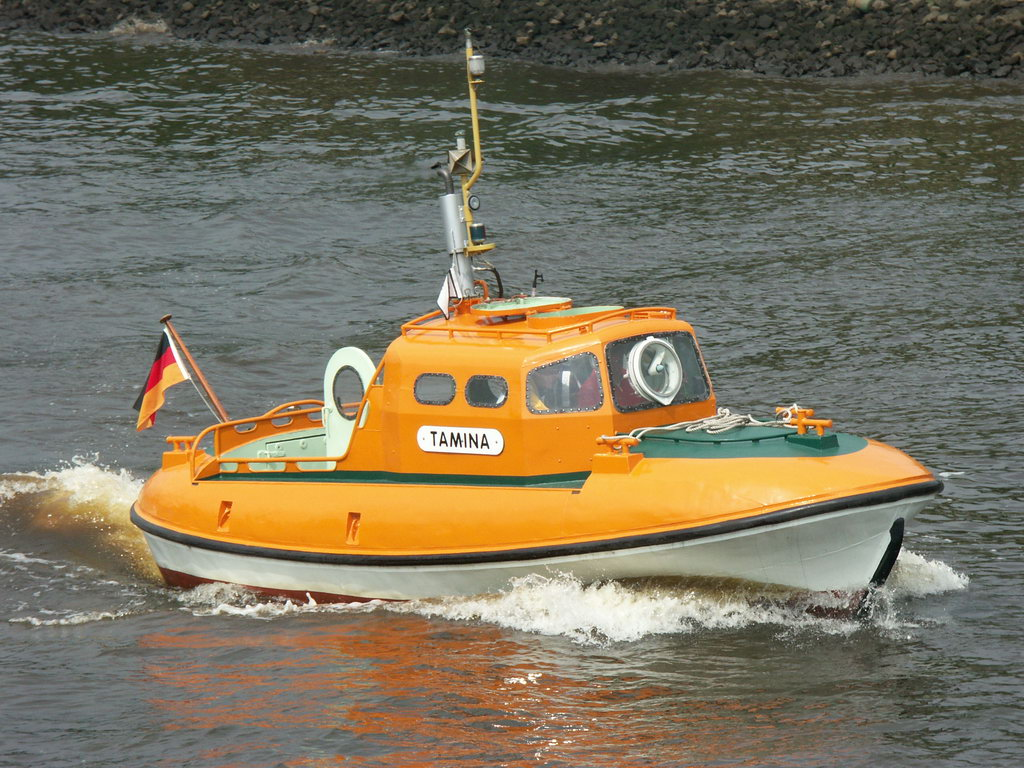
Die TAMINA
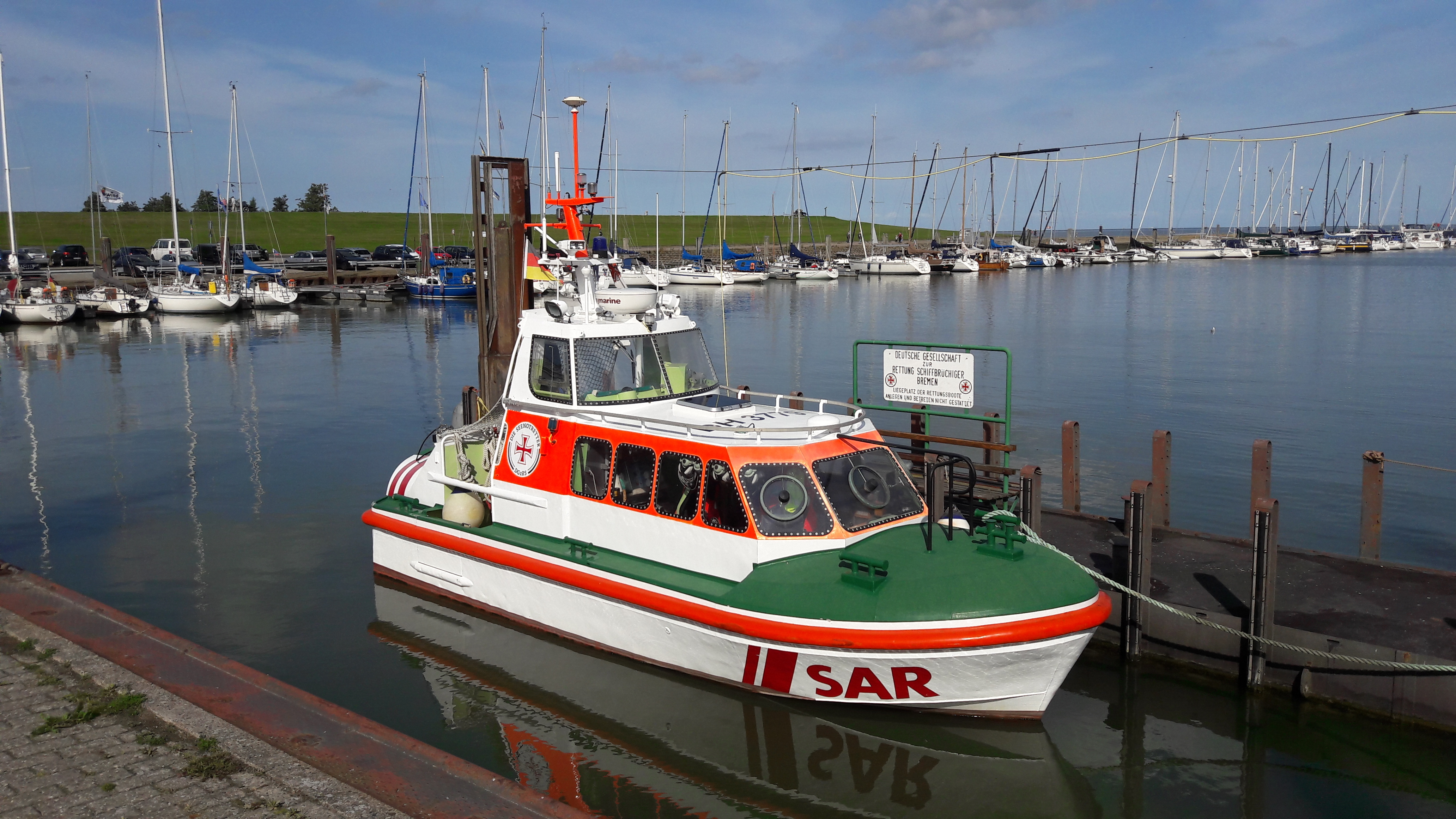
Die BALTRUM in Horumersiel